# Thury (Yonne)
Thury és un municipi francès, situat al departament del Yonne i a la regió de Borgonya - Franc Comtat. L'any 2007 tenia 461 habitants.

## Demografia

### Població
El 2007 la població de fet de Thury era de 461 persones. Hi havia 228 famílies, de les quals 80 eren unipersonals (40 homes vivint sols i 40 dones vivint soles), 84 parelles sense fills, 48 parelles amb fills i 16 famílies monoparentals amb fills.
La població ha evolucionat segons el següent gràfic:
Habitants censats

### Habitatges
El 2007 hi havia 367 habitatges, 231 eren l'habitatge principal de la família, 114 eren segones residències i 22 estaven desocupats. 350 eren cases i 14 eren apartaments. Dels 231 habitatges principals, 194 estaven ocupats pels seus propietaris, 27 estaven llogats i ocupats pels llogaters i 10 estaven cedits a títol gratuït; 13 tenien dues cambres, 55 en tenien tres, 71 en tenien quatre i 92 en tenien cinc o més. 171 habitatges disposaven pel capbaix d'una plaça de pàrquing. A 136 habitatges hi havia un automòbil i a 62 n'hi havia dos o més.

### Piràmide de població
La piràmide de població per edats i sexe el 2009 era:
| Homes | Edats   | Dones |
| ----- | ------- | ----- |
| 0     | 95 o +  | 0     |
| 4     | 90 a 94 | 0     |
| 8     | 85 a 89 | 4     |
| 12    | 80 a 84 | 4     |
| 20    | 75 a 79 | 12    |
| 24    | 70 a 74 | 32    |
| 16    | 65 a 69 | 20    |
| 8     | 60 a 64 | 20    |
| 0     | 55 a 59 | 12    |
| 28    | 50 a 54 | 8     |
| 16    | 45 a 49 | 20    |
| 12    | 40 a 44 | 20    |
| 24    | 35 a 39 | 8     |
| 12    | 30 a 34 | 8     |
| 8     | 25 a 29 | 12    |
| 0     | 20 a 24 | 4     |
| 0     | 15 a 19 | 8     |
| 4     | 10 a 14 | 20    |
| 4     | 5 a 9   | 12    |
| 8     | 0 a 4   | 4     |

## Economia
El 2007 la població en edat de treballar era de 257 persones, 175 eren actives i 82 eren inactives. De les 175 persones actives 165 estaven ocupades (88 homes i 77 dones) i 10 estaven aturades (5 homes i 5 dones). De les 82 persones inactives 53 estaven jubilades, 12 estaven estudiant i 17 estaven classificades com a «altres inactius».

### Ingressos
El 2009 a Thury hi havia 235 unitats fiscals que integraven 462,5 persones, la mediana anual d'ingressos fiscals per persona era de 17.671 €.

### Activitats econòmiques
Dels 20 establiments que hi havia el 2007, 1 era d'una empresa alimentària, 1 d'una empresa de fabricació de material elèctric, 8 d'empreses de construcció, 3 d'empreses de comerç i reparació d'automòbils, 1 d'una empresa d'hostatgeria i restauració, 1 d'una empresa financera, 1 d'una empresa immobiliària, 2 d'entitats de l'administració pública i 2 d'empreses classificades com a «altres activitats de serveis».
Dels 10 establiments de servei als particulars que hi havia el 2009, 1 era una oficina bancària, 2 fusteries, 2 lampisteries, 3 electricistes, 1 perruqueria i 1 restaurant.
Dels 2 establiments comercials que hi havia el 2009, 1 era una botiga de menys de 120 m² i 1 una fleca.
L'any 2000 a Thury hi havia 21 explotacions agrícoles.

## Equipaments sanitaris i escolars
L'únic equipament sanitari que hi havia el 2009 era una farmàcia.
El 2009 hi havia una escola elemental.

## Poblacions més properes
El següent diagrama mostra les poblacions més properes.